# Butterfly (serie de televisión)
Butterfly es un telefilme británico de tres capítulos, producido por Red Production Company para la cadena ITV, y estrenado el 14 de octubre de 2018. Cuenta la historia de una niña transexual de 11 años: el descubrimiento de su identidad y la relación con sus progenitores.
Creada y escrita por Tony Marchant, éste se entrevistó con personas trans para la escritura del guion, a través de la asociación Mermaids. Su recibimiento ha sido positivo, y la crítica ha ponderado la caracterización de los padres y el tratamiento del tema. También ha tenido aceptación en redes sociales y círculos trans. No obstante, el Servicio Nacional de Salud de Reino Unido ha criticado la inclusión de una escena donde la protagonista intenta suicidarse.

## Producción
Tony Marchant escribió ya en 1996 el guion de la película "Different for Girls", sobre una mujer transexual adulta. En una entrevista publicada en el HuffPost Marchant explicó que "desde siempre ha tenido la idea de explorar la fluidez del género".   El asesor principal de la producción, Susie Green es la responsable para Reino Unido de la asociación Mermaids. De hecho, la historia tiene que ver con la de su propia hija Jackie, quien a los 16 años fue la paciente más joven que recibió cirugía de reasignación del sexo en el Reino Unido.
Con esta serie, Marchant ha tratado de romper dos mitos sobre los casos de niños y niñas transgénero: _ Que obedecen a una moda, y _ Que acceden con facilidad al tratamiento hormonal. Para el papel protagonista se escogió un niño cisgénero, de entre cinco candidatos; Marchant consideró escoger un niño trans, pero desde la asociación Mermaid se le indicó que tal papel podría resultar "difícil y doloroso" para un actor trans.
La banda sonora ha estado a cargo de Michael Stein y Kyle Dixon, basada en sintetizadores. Estos músicos ya habían trabajado juntos para Netflix, haciendo la música para la serie de ciencia ficción Stranger Things.

## Difusión
La serie se estrenó en el Reino Unido, en el prime time de la cadena ITV (noches del domingo).
Euskal Telebista compró la serie, emitiendo el primero de los tres capítulos el 16 de febrero de 2019. Ese mismo día, sin embargo, en colaboración con la Asociación de Familias de Menores Transexuales Naizen, se proyectaron los tres capítulos durante una sesión especial en el cine Bide Onera de Ondárroa, dentro de los actos de homenaje al activista Ekai Lersundi.
Canadá Broadcasting Corporation también tiene previsto emitir la serie en 2019.